# Алдошин, Владимир Васильевич
Влади́мир Васи́льевич Алдо́шин (род. 8 января 1929 года) — советский дипломат. Чрезвычайный и полномочный посол (1990).

## Биография
Член ВКП(б). На дипломатической работе с 1951 года.
- В 1951—1952 годах — сотрудник центрального аппарата МИД СССР.
- В 1952—1956 годах — сотрудник посольства СССР в Чехословакии.
- В 1956—1962 годах — сотрудник центрального аппарата МИД СССР.
- В 1962—1966 годах — сотрудник Постоянного представительства СССР при ООН.
- В 1966—1974 годах — на ответственной работе в центральном аппарате МИД СССР.
- В 1974—1978 годах — сотрудник посольства СССР в Танзании.
- С 14 декабря 1978 по 28 мая 1983 года — чрезвычайный и полномочный посол СССР в Сомали[1].
- В 1983—1986 годах — на ответственной работе в центральном аппарате МИД СССР.
- С 19 августа 1986 по 14 августа 1990 года — чрезвычайный и полномочный посол СССР в Гвинее-Бисау[2].